# Nowa Karczma (Kościerzyna)
Pour les articles homonymes, voir Nowa Karczma.
Nowa Karczma est une localité polonaise de la gmina rurale et du powiat de Kościerzyna en voïvodie de Poméranie. 

## Géographie

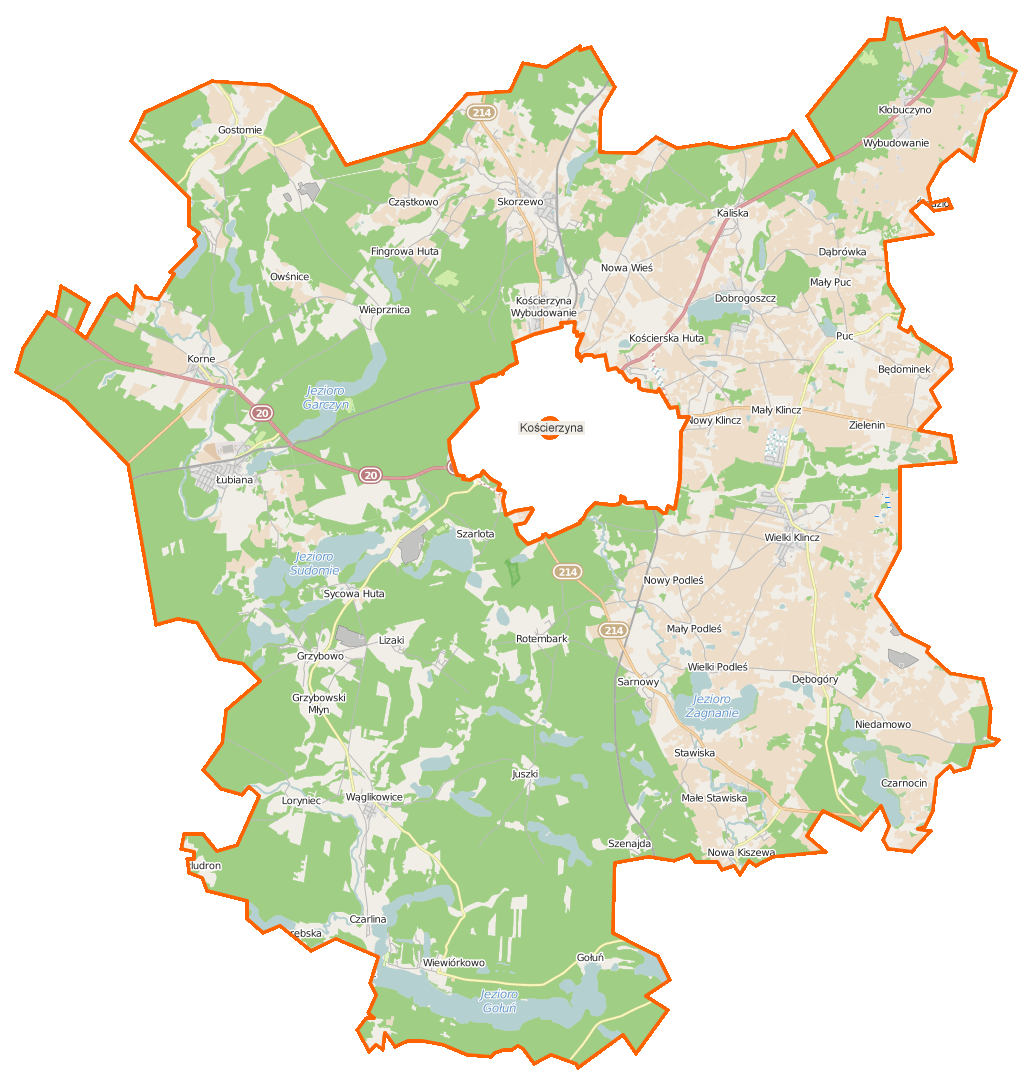
Carte de la gmina de Kościerzyna.